# Taxilejeunea apiculata
Taxilejeunea apiculata là một loài Rêu trong họ Lejeuneaceae. Loài này được (Gottsche) Spruce mô tả khoa học đầu tiên..